# Liste des conseillers départementaux du Morbihan
Pour un article plus général, voir Conseil départemental du Morbihan.

## Composition duconseil départemental du Morbihan(2021-2028)
Le conseil départemental du Morbihan comprend 42 conseillers départementaux issus des 21 cantons du Morbihan.
| Président du Conseil départemental   |       |       |      |                         |
| David Lappartient (LR)               |       |       |      |                         |
| Parti                                | Sigle | Sigle | Élus | Groupes                 |
| Majorité (34 sièges)                 |       |       |      |                         |
| Divers droite                        |       | DVD   | 20   | Majorité départementale |
| Les Républicains                     |       | LR    | 6    | Majorité départementale |
| Horizons                             |       | HOR   | 4    | Majorité départementale |
| Mouvement démocrate                  |       | MoDem | 2    | Majorité départementale |
| Divers gauche                        |       | DVG   | 1    | Majorité départementale |
| Union des démocrates et indépendants |       | UDI   | 1    | Majorité départementale |
| Opposition (8 sièges)                |       |       |      |                         |
| Divers gauche                        |       | DVG   | 4    | Élus de gauche          |
| Parti socialiste                     |       | PS    | 2    | Élus de gauche          |
| Parti communiste français            |       | PCF   | 1    | Élus de gauche          |
| Europe Écologie Les Verts            |       | EÉLV  | 1    | Élus de gauche          |

## Mandature (2021-2028)
| Canton      | Conseiller              | Parti | Parti             |
| ----------- | ----------------------- | ----- | ----------------- |
| Auray       | Michel Jalu             |       | DVD               |
| Auray       | Marie-José Le Breton    |       | DVD               |
| Gourin      | Dominique Guégan        |       | DVD               |
| Gourin      | Dominique Le Niniven    |       | DVD               |
| Grand-Champ | Pierre Guégan           |       | DVD               |
| Grand-Champ | Dominique Le Meur       |       | DVD               |
| Guer        | Thierry Poulain         |       | DVD puis Horizons |
| Guer        | Marie-Hélène Herry      |       | DVD               |
| Guidel      | Françoise Ballester     |       | DVD               |
| Guidel      | Gwenn Le Nay            |       | UDI               |
| Hennebont   | Muriel Jourda           |       | LR                |
| Hennebont   | Stéphane Lohézic        |       | MoDem             |
| Lanester    | Alain Caris             |       | PS                |
| Lanester    | Myrianne Coché          |       | DVG               |
| Lorient-1   | Mathieu Glaz            |       | PS                |
| Lorient-1   | Catherine Queric        |       | PCF               |
| Lorient-2   | Damien Girard           |       | EÉLV              |
| Lorient-2   | Rozenn Métayer          |       | DVG               |
| Moréac      | Rozenn Guégan           |       | DVG puis Horizons |
| Moréac      | Stéphane Hamon          |       | DVG               |
| Muzillac    | Alain Guihard           |       | DVD               |
| Muzillac    | Marie-Odile Jarligant   |       | DVD               |
| Plœmeur     | Ronan Loas              |       | DVD puis Horizons |
| Plœmeur     | Marianne Rousset        |       | DVD puis Horizons |
| Ploërmel    | Nicolas Jagoudet        |       | LR                |
| Ploërmel    | Hania Renaudie          |       | LR                |
| Pluvigner   | Marie-Christine Le Quer |       | DVD               |
| Pluvigner   | Fabrice Robelet         |       | DVD               |
| Pontivy     | Soizic Perrault         |       | LR                |
| Pontivy     | Benoît Quero            |       | DVD               |
| Questembert | Marie Le Boterff        |       | DVG               |
| Questembert | Boris Lemaire           |       | DVG               |
| Quiberon    | Karine Bellec           |       | DVD               |
| Quiberon    | Gérard Pierre           |       | DVD               |
| Séné        | David Lappartient       |       | LR                |
| Séné        | Anne Jehanno            |       | DVD               |
| Vannes-1    | Mohamed Azgag           |       | MoDem             |
| Vannes-1    | Christine Penhouet      |       | DVD               |
| Vannes-2    | Denis Bertholom         |       | LR                |
| Vannes-2    | Sophie Lebreton         |       | DVD               |
| Vannes-3    | Gilles Dufeigneux       |       | DVD               |
| Vannes-3    | Gaëlle Favennec         |       | DVD               |

## Mandature (2015-2021)
| Président du Conseil départemental |       |       |      |                                |
| François Goulard (DVD)             |       |       |      |                                |
| Parti                              | Sigle | Sigle | Élus | Groupes                        |
| Majorité (34 sièges)               |       |       |      |                                |
| Divers droite                      |       | DVD   | 22   | Majorité départementale        |
| Les Républicains                   |       | LR    | 12   | Majorité départementale        |
| Opposition (8 sièges)              |       |       |      |                                |
| Parti socialiste                   |       | PS    | 6    | Morbihan Innovant et Solidaire |
| Parti communiste français          |       | PCF   | 1    | Morbihan Innovant et Solidaire |
| Pour la Bretagne !                 |       | PLB   | 1    | Morbihan Innovant et Solidaire |

| Canton      | Conseiller               | Parti | Parti |
| ----------- | ------------------------ | ----- | ----- |
| Auray       | Michel Jalu              |       | DVD   |
| Auray       | Marie-José Le Breton     |       | DVD   |
| Gourin      | Christian Derrien        |       | PLB   |
| Gourin      | Ghislaine Langlet        |       | PCF   |
| Grand-Champ | Yves Bleunven            |       | LR    |
| Grand-Champ | Annick Maugain           |       | DVD   |
| Guer        | Yannick Chesnais         |       | DVD   |
| Guer        | Marie-Hélène Herry       |       | DVD   |
| Guidel      | Françoise Ballester      |       | DVD   |
| Guidel      | Jean-Rémy Kervarrec      |       | UDI   |
| Hennebont   | Muriel Jourda            |       | LR    |
| Hennebont   | Jacques Le Ludec         |       | LR    |
| Lanester    | Gérard Falquerho         |       | DVD   |
| Lanester    | Marie-Claude Gaudin      |       | DVD   |
| Lorient-1   | Bruno Blanchard          |       | PS    |
| Lorient-1   | Karine Mollo             |       | PS    |
| Lorient-2   | Gaëlle Le Stradic        |       | PS    |
| Lorient-2   | Laurent Tonnerre         |       | PS    |
| Moréac      | Florence Prunet          |       | PS    |
| Moréac      | Guénaël Robin            |       | PS    |
| Muzillac    | Alain Guihard            |       | DVD   |
| Muzillac    | Marie-Odile Jarligant    |       | DVD   |
| Plœmeur     | Ronan Loas               |       | LR    |
| Plœmeur     | Brigitte Melin           |       | LR    |
| Ploërmel    | Martine Guillas-Guérinel |       | DVD   |
| Ploërmel    | Michel Pichard           |       | DVD   |
| Pluvigner   | Marie-Christine Le Quer  |       | DVD   |
| Pluvigner   | Fabrice Robelet          |       | DVD   |
| Pontivy     | Soizic Perrault          |       | LR    |
| Pontivy     | Benoît Quero             |       | DVD   |
| Questembert | Gérard Gicquel           |       | LR    |
| Questembert | Marie-Annick Martin      |       | LR    |
| Quiberon    | Karine Bellec            |       | DVD   |
| Quiberon    | Gérard Pierre            |       | DVD   |
| Séné        | David Lappartient        |       | LR    |
| Séné        | Michèle Nadeau           |       | DVD   |
| Vannes-1    | François Goulard         |       | LR    |
| Vannes-1    | Christine Penhouet       |       | DVD   |
| Vannes-2    | Denis Bertholom          |       | LR    |
| Vannes-2    | Nadine Fremont           |       | LR    |
| Vannes-3    | Gilles Dufeigneux        |       | DVD   |
| Vannes-3    | Gaëlle Favennec          |       | DVD   |

## Mandature (2011-2015)
| Parti                             | Sigle | Elus |
| --------------------------------- | ----- | ---- |
| Opposition                        |       |      |
| Parti Communiste Français         | PCF   | 1    |
| Parti Socialiste                  | PS    | 12   |
| Divers gauche                     | DVG   | 3    |
| Europe Écologie Les Verts         | EELV  | 1    |
| Sans étiquette                    | SE    | 1    |
| Total Opposition                  |       | 18   |
| Majorité                          |       |      |
| Union pour un mouvement populaire | UMP   | 13   |
| Divers droite                     | DVD   | 11   |
| Total Majorité                    |       | 24   |
| Président du Conseil Général      |       |      |
| François Goulard (UMP)            |       |      |

| Code cantonal             | Canton                        | Mandat    | Conseiller général    | Groupe |
| ------------------------- | ----------------------------- | --------- | --------------------- | ------ |
| Arrondissement de Lorient |                               |           |                       |        |
| 56 02                     | canton d'Auray                | 2008-2014 | Philippe Le Ray       | DVD    |
| 56 22                     | canton de Belle-Île           | 2008-2014 | Yves Brien            | DVG    |
| 56 04                     | canton de Belz                | 2008-2014 | Gérard Le Tréquesser  | DVD    |
| 56 11                     | canton de Groix               | 2008-2014 | Denise Le Maréchal    | UMP    |
| 56 14                     | canton d'Hennebont            | 2008-2014 | Gérard Perron         | PCF    |
| 56 40                     | canton de Lanester            | 2011-2014 | Thérèse Thiéry        | DVG    |
| 56 17                     | canton de Lorient-Centre      | 2008-2014 | Norbert Métairie      | PS     |
| 56 18                     | canton de Lorient-Nord        | 2011-2014 | Émile Jetain          | PS     |
| 56 41                     | canton de Lorient-Sud         | 2008-2014 | Yves Lenormand        | PS     |
| 56 42                     | canton de Plœmeur             | 2011-2014 | Loïc Le Meur          | PS     |
| 56 24                     | canton de Plouay              | 2008-2014 | Jean-Rémy Kervarrec   | DVD    |
| 56 25                     | canton de Pluvigner           | 2011-2014 | Bernadette Desjardins | PS     |
| 56 27                     | canton de Pont-Scorff         | 2008-2014 | Pierrik Névannen      | UMP    |
| 56 28                     | canton de Port-Louis          | 2011-2014 | Jacques Le Ludec      | DVD    |
| 56 30                     | canton de Quiberon            | 2011-2014 | Gérard Pierre         | MPF    |
| Arrondissement de Pontivy |                               |           |                       |        |
| 56 03                     | canton de Baud                | 2008-2014 | Noël Le Loir          | DVD    |
| 56 05                     | canton de Cléguérec           | 2008-2014 | Serge Moëlo           | PS     |
| 56 09                     | canton de Gourin              | 2011-2014 | Christian Derrien     | MBP    |
| 56 12                     | canton de Guémené-sur-Scorff  | 2011-2014 | Jean-Jacques Tromilin | UMP    |
| 56 15                     | canton de Josselin            | 2008-2014 | Joseph Samson         | DVD    |
| 56 07                     | canton du Faouët              | 2008-2014 | Pierre Pouliquen      | PS     |
| 56 16                     | canton de Locminé             | 2011-2014 | Gérard Lorgeoux       | UMP    |
| 56 26                     | canton de Pontivy             | 2011-2014 | Henri Le Dorze        | PS     |
| 56 33                     | canton de Rohan               | 2011-2014 | Pierre Le Teste       | DVD    |
| 56 34                     | canton de Saint-Jean-Brévelay | 2011-2014 | Guénaël Robin         | SE     |
| Arrondissement de Vannes  |                               |           |                       |        |
| 56 01                     | canton d'Allaire              | 2008-2014 | Yvette Année          | DVD    |
| 56 06                     | canton d'Elven                | 2008-2011 | Joël Labbé            | EELV   |
| 56 06                     | canton d'Elven                | 2011-2014 | Élodie Le Rohellec    | EELV   |
| 56 10                     | canton de Grand-Champ         | 2008-2014 | Yves Bleunven         | UMP    |
| 56 13                     | canton de Guer                | 2008-2014 | Jean-Marie Chadouteau | PS     |
| 56 08                     | canton de La Gacilly          | 2008-2014 | Yannick Chesnais      | DVD    |
| 56 31                     | canton de La Roche-Bernard    | 2011-2014 | Alain Guihard         | DVD    |
| 56 36                     | canton de La Trinité-Porhoët  | 2011-2014 | Michel Pichard        | DVD    |
| 56 19                     | canton de Malestroit          | 2008-2014 | Jo Legal              | DVD    |
| 56 20                     | canton de Mauron              | 2008-2014 | Guy de Kersabiec      | DVD    |
| 56 21                     | canton de Muzillac            | 2011-2014 | Joseph Brohan         | DVD    |
| 56 23                     | canton de Ploërmel            | 2011-2014 | Patrick Le Diffon     | DVD    |
| 56 29                     | canton de Questembert         | 2011-2014 | Michel Burban         | UMP    |
| 56 32                     | canton de Rochefort-en-Terre  | 2011-2014 | François Hervieux     | DVG    |
| 56 35                     | canton de Sarzeau             | 2011-2014 | David Lappartient     | DVD    |
| 56 39                     | canton de Vannes-Centre       | 2011-2014 | François Goulard      | UMP    |
| 56 37                     | canton de Vannes-Est          | 2008-2014 | Hervé Pellois         | PS     |
| 56 38                     | canton de Vannes-Ouest        | 2011-2014 | André Gall            | PS     |

à trier par mandat
- Charles Beslay ;
- Christian Bonnet ;
- Alfred Brard ;
- Jean-Charles Cavaillé ;
- Victor Golvan ;
- François Goulard ;
- Pierre-Paul Guieysse ;
- Paul Ihuel ;
- Joseph Kergueris ;
- Arthur Charles Esprit de La Bourdonnaye ;
- Henri Le Breton ;
- Paul-Henri de Lanjuinais ;
- Hervé Laudrin ;
- Jean Le Coutaller ;
- Joseph Le Pevedic ;
- Jacques Le Nay ;
- Raymond Marcellin ;
- Napoléon Marie de Nompère de Champagny ;
- Yves Rocher ;
- Josselin de Rohan ;
- Firmin Tristan ;